# Palazzo Soranzo Pisani
Palazzo Soranzo Pisani è un palazzo di Venezia, ubicato nel sestiere di San Polo ed affacciato sul lato destro del Canal Grande, tra Palazzo Tiepolo e Palazzo Tiepolo Passi.

## Architettura
Edificio dall'intonaco bruno è un misto di stile architettonico gotico e rinascimentale e tra tutti quelli situati tra il rio di San Polo ed il rio di San Tomà è quello con l'altezza più ridotta. Il pian terreno, privo del mezzanino ed attualmente anche dell'intonaco, ha un portale d'acqua di modeste dimensioni non posizionato al centro dell'edificio ma verso la parte sinistra (forse un tempo faceva coppia con un'altra porta ora murata).
Il primo piano nobile si presenta con una pentafora archiacuta centrale e due coppie di monofore laterali, tutte con cornice dentellata, con la curiosità che le monofore sono provviste di balconcini mentre nella pentafora sono totalmente assenti in seguito ad un rimaneggiamento moderno. Il secondo piano nobile ricalca le aperture nella medesima posizione del primo piano ma con gli archi a tutto sesto e con un unico balconcino solo per le tre finestre centrali della pentafora.